# Our Lives
Our Lives is een nummer van de Amerikaanse rockband The Calling uit 2004. Het is de eerste single van hun tweede studioalbum Two.
Het vrolijke nummer, dat gaat over de dag plukken en het beste uit het leven halen, werd een klein hitje in Europa, Australië en Brazilië. In de Verenigde Staten haalde het geen hitlijsten. In de Nederlandse Top 40 haalde het een bescheiden 32e positie.